# 秀目美洲鱥
秀目美洲鱥（學名：Notropis ariommus），為輻鰭魚綱鯉形目雅羅魚科的其中一種，分布於北美洲美國賓夕法尼亞州至印第安那州的俄亥俄河、南至喬治亞州和阿拉巴馬州的田納西河流域，本魚體細長呈長橢圓形且側扁，眼大，口斜近下位，體背部淡褐色，身體及腹部銀白色，體被圓鱗，尾鰭叉形，魚鰭透明，體長可達9.5公分，棲息在水質清澈、礫石底質的溪流及水潭，屬肉食性，以昆蟲等為食，對於環境污染很敏感，繁殖期在春季及夏季，生活習性不明。